# Campeonato de Primera División 1938 (Argentina)
El Campeonato de Primera División 1938, denominado oficialmente Copa Campeonato 1938, fue el décimo torneo y ocupó la octava temporada de la era profesional de la Primera División de Argentina. Se desarrolló entre el 3 de abril y el 18 de diciembre, en dos ruedas de todos contra todos.
Como novedad tuvo la participación del primer ascendido en el profesionalismo, el Club Almagro, campeón de Segunda División en 1937. Además este torneo tiene  el récord de ser el campeonato de la era profesional con mayor promedio de gol, al haberse convertido 4,9 goles por partido. 
El campeón fue el Club Atlético Independiente, que se consagró en su estadio venciendo en la última fecha al Club Atlético Lanús por 8 a 2. Obtuvo así su tercer campeonato.
El Club Almagro y el Club Atlético Talleres (RdE) descendieron a la Segunda División al ocupar la penúltima y última posición, respectivamente.

## Ascensos y descensos
| Pos | Equipo ascendido |
| --- | ---------------- |
| 1.º | Almagro          |

| Pos  | Equipos descendidos en la temporada 1937 |
| ---- | ---------------------------------------- |
| 17.º | Argentinos Juniors                       |
| 18.º | Quilmes                                  |

De esta manera, los participantes se redujeron a 17.

## Equipos
| Equipo             | Ciudad               |
| ------------------ | -------------------- |
| Almagro            | Buenos Aires         |
| Atlanta            | Buenos Aires         |
| Boca Juniors       | Buenos Aires         |
| Chacarita Juniors  | Buenos Aires         |
| Estudiantes        | La Plata             |
| Ferro Carril Oeste | Buenos Aires         |
| Gimnasia y Esgrima | La Plata             |
| Huracán            | Buenos Aires         |
| Independiente      | Avellaneda           |
| Lanús              | Lanús                |
| Platense           | Buenos Aires         |
| Racing Club        | Avellaneda           |
| River Plate        | Buenos Aires         |
| San Lorenzo        | Buenos Aires         |
| Talleres           | Remedios de Escalada |
| Tigre              | Victoria             |
| Vélez Sarsfield    | Buenos Aires         |

### Distribución geográfica de los equipos
| Región                 | Cant. | Equipos |
| ---------------------- | ----- | --- |
| Ciudad de Buenos Aires | 10    | Almagro, Atlanta, Boca Juniors, Chacarita Juniors, Ferro Carril Oeste, Huracán, Platense, River Plate, San Lorenzo y Vélez Sarsfield |
| Conurbano bonaerense   | 5     | Independiente, Lanús, Racing Club, Talleres y Tigre                                                                                  |
| Ciudad de La Plata     | 2     | Estudiantes y Gimnasia y Esgrima |

## Tabla de posiciones final
| Pos. | Equipo                  | Pts. | PJ | PG | PE | PP | GF  | GC  | Dif. |
| ---- | ----------------------- | ---- | -- | -- | -- | -- | --- | --- | ---- |
| 1.º  | Independiente           | 53   | 32 | 25 | 3  | 4  | 115 | 37  | 78   |
| 2.º  | River Plate             | 51   | 32 | 23 | 5  | 4  | 105 | 49  | 56   |
| 3.º  | San Lorenzo             | 43   | 32 | 18 | 7  | 7  | 87  | 67  | 20   |
| 4.º  | Racing Club             | 39   | 32 | 16 | 7  | 9  | 102 | 63  | 39   |
| 5.º  | Boca Juniors            | 35   | 32 | 13 | 9  | 10 | 66  | 53  | 13   |
| 6.º  | Gimnasia y Esgrima (LP) | 35   | 32 | 15 | 5  | 12 | 83  | 69  | 14   |
| 7.º  | Estudiantes (LP)        | 35   | 32 | 16 | 3  | 13 | 70  | 77  | −7   |
| 8.º  | Huracán                 | 31   | 32 | 14 | 3  | 15 | 85  | 89  | −4   |
| 9.º  | Atlanta                 | 28   | 32 | 12 | 4  | 16 | 61  | 70  | −9   |
| 10.º | Vélez Sarsfield         | 27   | 32 | 11 | 5  | 16 | 78  | 85  | −7   |
| 11.º | Platense                | 26   | 32 | 10 | 6  | 16 | 84  | 100 | −16  |
| 12.º | Ferro Carril Oeste      | 26   | 32 | 9  | 8  | 15 | 68  | 89  | −21  |
| 13.º | Tigre                   | 26   | 32 | 11 | 4  | 17 | 71  | 102 | −31  |
| 14.º | Lanús                   | 25   | 32 | 8  | 9  | 15 | 75  | 95  | −20  |
| 15.º | Chacarita Juniors       | 25   | 32 | 10 | 5  | 17 | 66  | 92  | −26  |
| 16.º | Almagro                 | 21   | 32 | 8  | 5  | 19 | 63  | 94  | −31  |
| 17.º | Talleres (RdE)          | 18   | 32 | 6  | 6  | 20 | 55  | 103 | −48  |

|  | Campeón.                         |
|  | Descendió a la Segunda División. |

## Resultados
Fecha 1
3 de abril
- San Lorenzo 6 - Lanús 2
- Atlanta 2 - Platense 2
- Almagro 0 - Estudiantes (LP) 3
- Ferro 1 - Boca Juniors 1
- Gimnasia (LP) 3 - Vélez Sársfield 2
- Independiente 6 - Tigre 2
- River Plate 5 - Chacarita Juniors 2
- Talleres (RdE) 2 - Huracán 7
- Libre: Racing Club

Fecha 2
10 de abril
- Boca Juniors 1 - River Plate 2
- Estudiantes (LP) 2 - Atlanta 1
- Lanús 2 - Almagro 2
- Vélez Sársfield 6 - Talleres (RdE) 2
- Platense 4 - Ferro 5
- Tigre 2 - San Lorenzo 2
- Huracán 2 - Racing Club 1
- Chacarita Juniors 3 - Gimnasia (LP) 2
- Libre: Independiente

Fecha 3
24 de abril
- San Lorenzo 2 - Independiente 0
- Almagro 3 - Tigre 4
- Racing Club 5 - Vélez Sársfield 1
- Gimnasia (LP) 1 - Boca Juniors 1
- River Plate 2 - Platense 2
- Ferro 5 - Estudiantes (LP) 3
- Atlanta 2 - Lanús 0
- Talleres (RdE) 1 -  Chacarita Juniors 0
- Libre: Huracán

Fecha 4
8 de mayo
- Chacarita Juniors 2 - Racing Club 0
- Vélez Sársfield 7 - Huracán 2
- Boca Juniors 7 - Talleres (RdE) 1
- Lanús 3 - Ferro 3
- Platense 6 - Gimnasia (LP) 2
- Tigre 2 - Atlanta 3
- Independiente 9 - Almagro 0

11 de mayo
- Estudiantes (LP) 1 - River Plate 8
- Libre: San Lorenzo

Fecha 5
15 de mayo
- Racing Club 3 - Boca Juniors 2
- Ferro 2 - Tigre 3
- Talleres (RdE) 0 - Platense 4
- Huracán 5 - Chacarita Juniors 2
- Gimnasia (LP) 2 - Estudiantes (LP) 2
- Almagro 3 - San Lorenzo 4
- River Plate 4 - Lanús 0
- Atlanta 0 - Independiente 1
- Libre: Vélez Sársfield

Fecha 6
22 de mayo
- Boca Juniors 2 - Huracán 2
- San Lorenzo 2 - Atlanta 1
- Lanús 2 - Gimnasia (LP) 4
- Estudiantes (LP) 2 - Talleres (RdE) 0
- Tigre 1 - River Plate 5
- Chacarita Juniors 2 - Vélez Sársfield 3
- Platense 5 - Racing Club 5
- Independiente 6 - Ferro 1
- Libre: Almagro

Fecha 7
29 de mayo
- River Plate 2 - Independiente 4
- Atlanta 2 - Almagro 1
- Racing Club 1 - Estudiantes (LP) 1
- Talleres (RdE) 2 - Lanús 4
- Vélez Sársfield 1 - Boca Juniors 2
- Huracán 4 - Platense 1
- Ferro 1 - San Lorenzo 2
- Gimnasia (LP) 1 - Tigre 3
- Libre: Chacarita Juniors

Fecha 8
5 de junio
- San Lorenzo 2 - River Plate 2
- Estudiantes (LP) 2 - Huracán 0
- Boca Juniors 4 - Chacarita Juniors 2
- Lanús 1 - Racing Club 2
- Independiente 3 - Gimnasia (LP) 2
- Tigre 4 - Talleres (RdE) 3
- Platense 3 - Vélez Sársfield 2
- Almagro 4 - Ferro 1
- Libre: Atlanta

Fecha 9
12 de junio
- Gimnasia (LP) 2 - San Lorenzo 3
- Racing Club 2 - Tigre 1
- Ferro 2 - Atlanta 0
- Huracán 3 - Lanús 2
- River Plate 2 - Almagro 1
- Chacarita Juniors 6 - Platense 3
- Vélez Sársfield 3 - Estudiantes (LP) 3
- Talleres (RdE) 0 - Independiente 3
- Libre: Boca Juniors

Fecha 10
19 de junio
- Independiente 2 - Racing Club 2
- Estudiantes (LP) 7 - Chacarita Juniors 4
- Platense 2 - Boca Juniors 0
- Tigre 1 - Huracán 2
- Atlanta 2 - River Plate 1
- Lanús 1 - Vélez Sársfield 1
- San Lorenzo 5 - Talleres (RdE) 3
- Almagro 4 - Gimnasia (LP) 4
- Libre: Ferro

Fecha 11
26 de junio
- Huracán 2 - Independiente 3
- Chacarita Juniors 2 - Lanús 0
- Boca Juniors 2 - Estudiantes (LP) 0
- Racing Club 2 - San Lorenzo 2
- Talleres (RdE) 3 - Almagro 2
- Vélez Sársfield 6 - Tigre 2
- Gimnasia (LP) 3 - Atlanta 1
- River Plate 2 - Ferro 1
- Libre: Platense

Fecha 12
3 de julio
- San Lorenzo 4 - Huracán 2
- Ferro 4 - Gimnasia (LP) 0
- Lanús 1 - Boca Juniors 1
- Atlanta 4 - Talleres (RdE) 2
- Estudiantes (LP) 4 - Platense 3
- Almagro 3 - Racing Club 3
- Independiente 7 - Vélez Sársfield 1
- Tigre 2 - Chacarita Juniors 1
- Libre: River Plate

Fecha 13
17 de julio
- Vélez Sársfield 0 - San Lorenzo 2
- Talleres (RdE) 0 - Ferro 2
- Huracán 3 - Almagro 0
- Chacarita Juniors 2 - Independiente 0
- Boca Juniors 3 - Tigre 2
- Platense 2 - Lanús 2
- Racing Club 2 - Atlanta 1
- Gimnasia (LP) 3 - River Plate 2
- Libre: Estudiantes (LP)

Fecha 14
31 de julio
- Independiente 3 - Boca Juniors 0
- San Lorenzo 3 - Chacarita Juniors 4
- Tigre 3 - Platense 2
- Almagro 4 - Vélez Sársfield 1
- Lanús 3 - Estudiantes (LP) 2
- River Plate 1 - Talleres (RdE) 1
- Atlanta 4 - Huracán 1
- Ferro 0 - Racing Club 2
- Libre: Gimnasia (LP)

Fecha 15
7 de agosto
- Boca Juniors 3 - San Lorenzo 3
- Estudiantes (LP) 6 - Tigre 3
- Talleres (RdE) 1 - Gimnasia (LP) 2
- Chacarita Juniors 1 - Almagro 1
- Platense 2 - Independiente 5
- Racing Club 2 - River Plate 3
- Vélez Sársfield 2 - Atlanta 1
- Huracán 4 - Ferro 2
- Libre: Lanús

Fecha 16
14 de agosto
- Independiente 5 - Estudiantes (LP) 0
- Almagro 1 - Boca Juniors 4
- San Lorenzo 3 - Platense 1
- Tigre 4 - Lanús 2
- Gimnasia (LP) 2 - Racing Club 1
- River Plate 5 - Huracán 1
- Atlanta 5 - Chacarita Juniors 3
- Ferro 5 - Vélez Sársfield 5
- Libre: Talleres (RdE)

Fecha 17
21 de agosto
- Vélez Sársfield 1 - River Plate 3
- Lanús 3 - Independiente 3
- Huracán 0 - Gimnasia (LP) 1
- Chacarita Juniors 2 - Ferro 1
- Estudiantes (LP) 3 - San Lorenzo 1
- Boca Juniors 4 - Atlanta 1
- Racing Club 3 - Talleres (RdE) 1
- Platense 6 - Almagro 2
- Libre: Tigre

Fecha 18
28 de agosto
- Chacarita Juniors 0 - River Plate 4
- Vélez Sársfield 2 - Gimnasia (LP) 2
- Platense 1 - Atlanta 1
- Estudiantes (LP) 1 - Almagro 0
- Huracán 1 - Talleres (RdE) 2
- Tigre 0 - Independiente 0
- Lanús 3 - San Lorenzo 2
- Boca Juniors 1 - Ferro 2
- Libre: Racing Club

Fecha 19
4 de septiembre
- Atlanta 0 - Estudiantes (LP) 2
- Talleres (RdE) 0 - Vélez Sársfield 0
- Racing Club 4 - Huracán 4
- Ferro 3 - Platense 1
- River Plate 2 - Boca Juniors 2
- Almagro 5 - Lanús 2
- Gimnasia (LP) 2 - Chacarita Juniors 0
- San Lorenzo 2 - Tigre 1
- Libre: Independiente

Fecha 20
11 de septiembre
- Independiente 2 - San Lorenzo 0
- Estudiantes (LP) 3 - Ferro 3
- Platense 2 - River Plate 4
- Tigre 2 - Almagro 2
- Lanús 3 - Atlanta 2
- Vélez Sársfield 3 - Racing Club 2
- Boca Juniors 0 - Gimnasia (LP) 0
- Chacarita Juniors 3 - Talleres (RdE) 3
- Libre: Huracán

Fecha 21
18 de septiembre
- River Plate 2 - Estudiantes (LP) 1
- Gimnasia (LP) 5 - Platense 1
- Racing Club 5 - Chacarita Juniors 1
- Huracán 6 - Vélez Sársfield 1
- Ferro 2 - Lanús 2
- Almagro 2 - Independiente 3
- Atlanta 4 - Tigre 2
- Talleres (RdE) 3 - Boca Juniors 3
- Libre: San Lorenzo

Fecha 22
25 de septiembre
- San Lorenzo 5 - Almagro 2
- Boca Juniors 1 - Racing Club 2
- Independiente 0 - Atlanta 1
- Chacarita Juniors 3 - Huracán 0
- Tigre 2 - Ferro 2
- Lanús 1 - River Plate 2
- Estudiantes (LP) 1 - Gimnasia (LP) 2
- Platense 4 - Talleres (RdE) 1
- Libre: Vélez Sársfield

Fecha 23
2 de octubre
- Vélez Sársfield 4 - Chacarita Juniors 0
- Gimnasia (LP) 7 - Lanús 3
- Ferro 1 - Independiente 4
- Atlanta 1 - San Lorenzo 2
- Talleres (RdE) 3 - Estudiantes (LP) 1
- Huracán 1 - Boca Juniors 0
- Racing Club 8 - Platense 2
- River Plate 5 - Tigre 1
- Libre: Almagro

Fecha 24
9 de octubre
- Independiente 1 - River Plate 3
- Almagro 4 - Atlanta 2
- Estudiantes (LP) 2 - Racing Club 8
- Lanús 4 - Talleres (RdE) 2
- Boca Juniors 2 - Vélez Sársfield 1
- Platense 1 - Huracán 1
- San Lorenzo 3 - Ferro 2
- Tigre 3 - Gimnasia (LP) 0
- Libre: Chacarita Juniors

Fecha 25
16 de octubre
- River Plate 5 - San Lorenzo 5
- Gimnasia (LP) 1 - Independiente 2
- Huracán 3 - Estudiantes (LP) 4
- Talleres (RdE) 4 - Tigre 1
- Chacarita Juniors 3 - Boca Juniors 0
- Vélez Sársfield 1 - Platense 1
- Racing Club 8 - Lanús 1
- Ferro 2 - Almagro 1
- Libre: Atlanta

Fecha 26
23 de octubre
- San Lorenzo 2 - Gimnasia (LP) 1
- Atlanta 4 - Ferro 1
- Platense 7 - Chacarita Juniors 1
- Almagro 1 - River Plate 2
- Lanús 6 - Huracán 1
- Estudiantes (LP) 2 - Vélez Sársfield 0
- Independiente 5 - Talleres (RdE) 0
- Tigre 2 - Racing Club 1
- Libre: Boca Juniors

Fecha 27
30 de octubre
- Talleres (RdE) 2 - San Lorenzo 2
- Huracán 9 - Tigre 3
- Chacarita Juniors 1 - Estudiantes (LP) 3
- Racing Club 2 - Independiente 3
- Boca Juniors 6 - Platense 1
- Vélez Sársfield 4 - Lanús 3
- Gimnasia (LP) 5 - Almagro 1
- River Plate 5 - Atlanta 1
- Libre: Ferro

Fecha 28
6 de noviembre
- San Lorenzo 5 - Racing Club 3
- Independiente 4 - Huracán 1
- Atlanta 4 - Gimnasia (LP) 3
- Lanús 1 - Chacarita Juniors 1
- Ferro 2 - River Plate 1
- Almagro 4 - Talleres (RdE) 0
- Tigre 5 - Vélez Sársfield 2
- Estudiantes (LP) 1 - Boca Juniors 2
- Libre: Platense

Fecha 29
13 de noviembre
- Huracán 1 - San Lorenzo 2
- Boca Juniors 1 - Lanús 1
- Talleres (RdE) 5 - Atlanta 1
- Gimnasia (LP) 6 - Ferro 1
- Platense 4 - Estudiantes (LP) 2
- Vélez Sársfield 0 - Independiente 2
- Chacarita Juniors 6 - Tigre 2
- Racing Club 6 - Almagro 0
- Libre: River Plate

Fecha 30
20 de noviembre
- River Plate 3 - Gimnasia (LP) 1
- Lanús 7 - Platense 2
- Almagro 1 - Huracán 2
- Atlanta 0 - Racing Club 0
- Ferro 2 - Talleres (RdE) 2
- San Lorenzo 4 - Vélez Sársfield 4
- Tigre 0 - Boca Juniors 4
- Independiente 9 - Chacarita Juniors 2
- Libre: Estudiantes (LP)

Fecha 31
27 de noviembre
- Talleres (RdE) 2 - River Plate 5
- Chacarita Juniors 3 - San Lorenzo 5
- Racing Club 7 - Ferro 2
- Boca Juniors 0 - Independiente 4
- Huracán 5 - Atlanta 3
- Platense 6 - Tigre 3
- Vélez Sársfield 6 - Almagro 0
- Estudiantes (LP) 3 - Lanús 2
- Libre: Gimnasia (LP)

Fecha 32
3 de diciembre
- San Lorenzo 1 - Boca Juniors 2

4 de diciembre
- Tigre 3 - Estudiantes (LP) 0
- Independiente 5 - Platense 0
- Almagro 1 - Chacarita Juniors 0
- Atlanta 4 - Vélez Sársfield 3
- Ferro 3 - Huracán 5
- River Plate 5 - Racing Club 2
- Gimnasia (LP) 6 - Talleres (RdE) 2
- Libre: Lanús

Fecha 33
10 de diciembre
- Boca Juniors 3 - Almagro 4
- Racing Club 3 - Gimnasia (LP) 1

11 de diciembre
- Huracán 2 - River Plate 5
- Vélez Sársfield 4 - Ferro 2
- Chacarita Juniors 2 - Atlanta 2
- Platense 2 - San Lorenzo 0
- Estudiantes (LP) 1 - Independiente 3
- Lanús 6 - Tigre 2
- Libre: Talleres (RdE)

Fecha 34
18 de diciembre
- Independiente 8 - Lanús 2
- Almagro 4 - Platense 1
- River Plate 3 - Vélez Sársfield 0
- Gimnasia (LP) 7 - Huracán 3
- Atlanta 1 - Boca Juniors 2
- Talleres (RdE) 2 - Racing Club 5
- Ferro 2 - Chacarita Juniors 2
- San Lorenzo 1 - Estudiantes (LP) 2
- Libre: Tigre

## Descensos y ascensos
Descendieron a Segunda División, Almagro y Talleres (RdE). Para el Campeonato de Primera División 1939, el número de equipos participantes volvió a 18, ya que se produjo el ascenso de Argentino de Quilmes y la incorporación de Newell's Old Boys y Rosario Central.

## Goleadores
| Jugador              | Jugador              | Goles | Equipo          |
| -------------------- | -------------------- | ----- | --------------- |
| Bandera de Paraguay  | Arsenio Erico        | 43    | Independiente   |
| Bandera de Argentina | Luis María Rongo     | 33    | River Plate     |
| Bandera de Argentina | Florencio Caffaratti | 32    | Vélez Sarsfield |
| Bandera de Argentina | Emilio Baldonedo     | 29    | Huracán         |
| Bandera de Argentina | Vicente de la Mata   | 27    | Independiente   |

## Copas nacionales
Durante la temporada se disputó también la siguiente copa nacional:
- Copa Ibarguren: ganada por el Club Atlético Independiente.